# حيدر عبد الجبار
 حيدر عبد الجبار كاظم (مواليد 25 أغسطس 1976) هو لاعب كرة قدم عراقي سابق لعب لنادي الزوراء ومنتخب العراق لكرة القدم كمدافع.

## روابط خارجية
- حيدر عبد الجبار على موقع الاتحاد الدولي (مؤرشف)  (الإنجليزية)
- حيدر عبد الجبار على موقع ناشيونال فوتبول تيمز (الإنجليزية)
- حيدر عبد الجبار على موقع Soccerway.com (الإنجليزية)
- حيدر عبد الجبار على موقع كووورة
- حيدر عبد الجبار على موقع أوليمبيديا (الإنجليزية)